# Vlag van Guatemala

Vlag van Guatemala (ratio 5:8)

Civiele vlag van Guatemala (ratio 5:8)

De vlag van Guatemala bevat drie verticale banen in de achtereenvolgende kleuren hemelsblauw, wit en hemelsblauw. In het midden van de vlag staat het wapen van Guatemala. Burgers en bedrijven in Guatemala moeten de versie zonder wapen gebruiken, maar gebruiken ook vaak de variant met wapen. De vlag werd op 17 augustus 1871 aangenomen.

## Symboliek
Guatemala maakte van 1823 tot de burgeroorlog van 1838-1840 deel uit van de Verenigde Staten van Centraal-Amerika, die vanaf 1825 Federale Republiek van Centraal-Amerika zou heten. Net als de andere staten die uit deze federatie zijn voortgekomen, Costa Rica, El Salvador, Honduras en Nicaragua, heeft Guatemala zijn vlag gebaseerd op de vlag van de Verenigde Staten van Centraal-Amerika (zie ook verder in dit artikel onder Geschiedenis).
De twee blauwe banen staan voor de Grote Oceaan en de Atlantische Oceaan/Caribische Zee waartussen Guatemala ligt. De witte baan staat voor het land dat tussen de twee oceanen ligt en symboliseert ook de zuiverheid van de waarden van het land.
In het midden van de vlag staat het wapen van Guatemala. Hierin is de datum 15 september 1821 te lezen, de datum van de onafhankelijkheid van Centraal-Amerika van Spanje. Daarnaast bevat dit wapen twee gekruiste geweren, die duiden op de bereidheid van Guatemala om zich te verdedigen indien noodzakelijk. Verder zijn de olijftakken het symbool voor de vrede. Ten slotte zijn er een krans en een quetzal-vogel afgebeeld, symbolen van vrijheid. De quetzal komt uit het wapen van Los Altos, een gebied in Guatemala dat zich in 1838 onafhankelijk had verklaard, maar binnen twee jaar met geweld weer bij Guatemala werd gevoegd.

## Ontwerp
De hoogte-breedteverhouding van de vlag is 5:8 en de drie banen nemen ieder een derde van de breedte in.
Het blauw in de vlag wordt als 'hemelsblauw' gespecificeerd. In 1997 werd dit vastgelegd in de Amerikaanse ISCNBS-codering als ISSWC-NBS 177. Dit komt ongeveer overeen met 298C in de Pantone-codering. Daarmee wijkt het blauw in de Guatemalteekse vlag redelijk sterk af van het blauw in andere Midden-Amerikaanse nationale vlaggen.

## Geschiedenis

### Vlaggen van de Verenigde Staten van Centraal-Amerika
De vlag van Guatemala is zoals hierboven vermeld afgeleid van de vlag van de Verenigde Staten van Centraal-Amerika, die weer beïnvloed is door de Argentijnse vlag. De Centraal-Amerikaanse vlag bestond uit drie horizontale banen in de kleurencombinatie blauw-wit-blauw, met in het midden het wapen van de Verenigde Staten van Centraal-Amerika. In de periode dat deze federatie bestond (1823-1841, vanaf 1825 Federale Republiek van Centraal-Amerika geheten), fungeerde de Centraal-Amerikaanse vlag als nationale vlag en had Guatemala een eigen deelstaatsvlag bestaande uit drie horizontale banen in de kleuren blauw-wit-blauw zonder wapen.
De andere landen die uit deze federatie voortgekomen zijn (Costa Rica, El Salvador, Honduras en Nicaragua), hebben hun vlag ook op de vlag van de Verenigde Staten van Centraal-Amerika gebaseerd. De vlaggen van deze landen bestaan namelijk ook uit de kleurenvolgorde blauw-wit-blauw. Alleen Costa Rica heeft de kleur rood toegevoegd; in de vlag van Guatemala zijn de drie banden sinds het einde van de 19e eeuw verticaal (zie hierna).

### Vlaggen van het onafhankelijke Guatemala
Toen Guatemala zich in 1838 onafhankelijk verklaarde, bleef de blauw-wit-blauwe vlag in gebruik, maar werd het nieuwe nationale wapen in het midden van de vlag geplaatst. In 1843 werd dit wapen veranderd en moest dus ook de vlag aangepast worden.

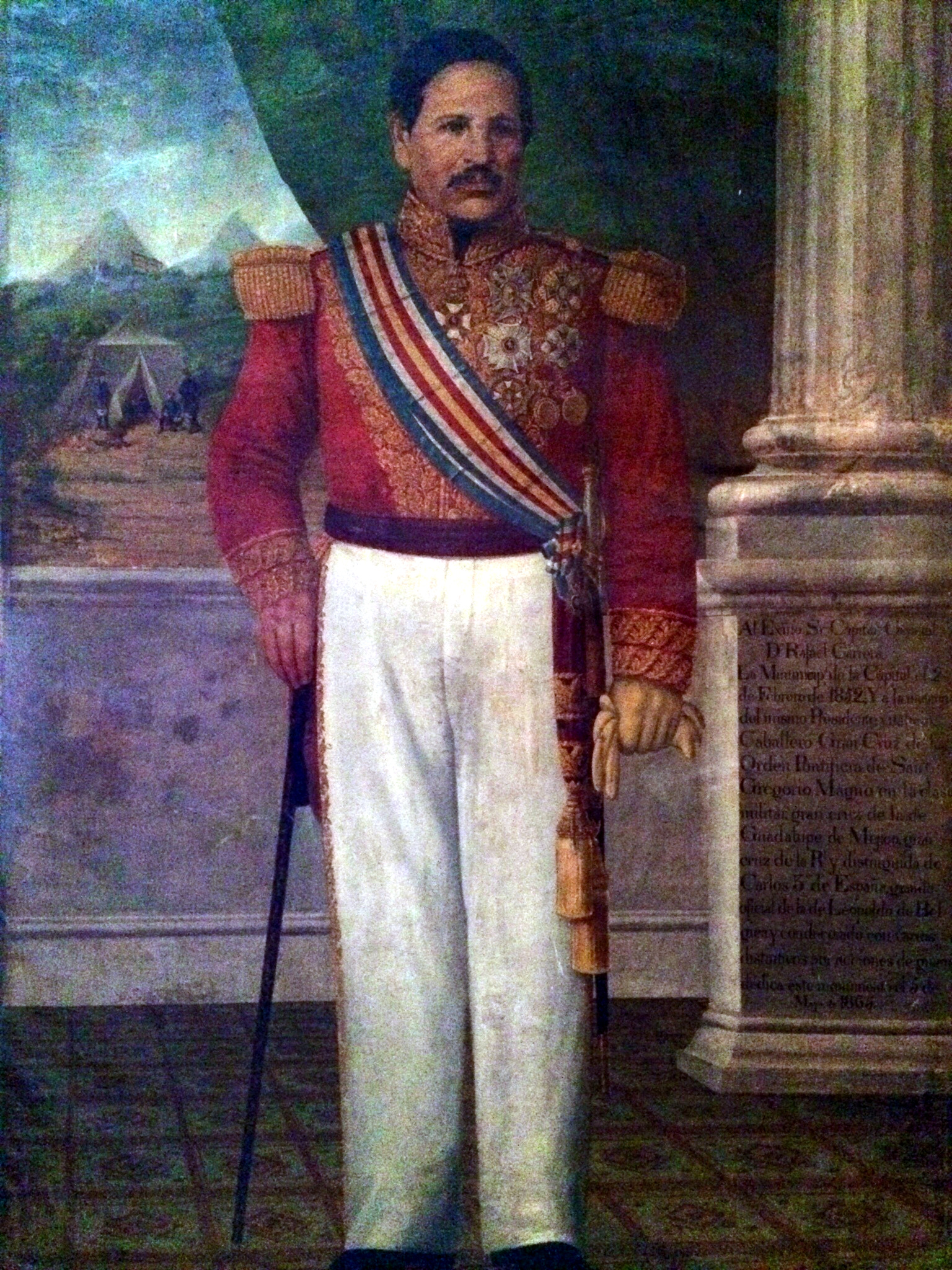
De 19e-eeuwse president Rafael Carrera met een sjerp in de toenmalige Guatemalteekse kleuren

Een deel van wat nu Guatemala was had zich ten tijde van de Verenigde Staten van Centraal-Amerika van het land afgescheiden als Los Altos en verklaarde zich in 1838 onafhankelijk. Tot 27 januari 1840 zou Los Altos zijn zelfstandigheid kunnen behouden en de eigen blauw-wit-rode vlag voeren. In september 1848 verklaarde Los Altos zich weer onafhankelijk, maar werd na anderhalve maand weer bij Guatemala gevoegd.
In 1851 werd in Guatemala weer een nieuwe vlag ingevoerd. Nu bestond de linkerhelft (van voren gezien) van de vlag uit drie horizontale banen in de kleurencombinatie rood-wit-geel, terwijl de rechterhelft de kleurencombinatie blauw-wit-blauw toont. In de staatsversie staat in het midden van de vlag het toenmalige nationale wapen. Het rood en geel verwijst naar hechte banden met Spanje, terwijl het blauw en wit in de vlag de oude symboliek behield.
In 1858 werd de vlag uit 1851 vervangen door een vlag met zeven horizontale banen in de kleurencombinatie blauw-wit-rood-geel-rood-wit-blauw, waarbij de gele baan drie keer zo hoog is als elk van de andere banen. In het midden van de staatsversie stond het nationale wapen. De opname van geel in de vlag, en meer in het bijzonder de kleurencombinatie rood-geel-rood, verwijst ook hier naar de hechte banden met Spanje.
In 1871 vond in Guatemala een liberale revolutie plaats, waarna op 17 augustus de vlag veranderd werd in drie banen in de kleuren blauw-wit-blauw met het toen nieuw aangenomen nationale wapen in het midden. Het is niet helemaal duidelijk of daarmee gelijk de huidige vlag werd aangenomen of dat men in eerste instantie horizontale banen aanhield. Duidelijk is dat de huidige vlag officieel werd vastgelegd op 28 februari 1885; de banen zijn verticaal geplaatst om de vlag makkelijk te kunnen onderscheiden van die van de buurlanden El Salvador en Honduras.
In 1997 is de wetgeving over de vlag voor het laatst veranderd, waarbij de kleurspecificaties zijn aangepast.